# Million Dollar Mermaid
Million Dollar Mermaid – amerykański musical, który przedstawia życie australijskiej pływaczki Annette Kellerman.

## Obsada
- Esther Williams – Annette Kellerman
- Victor Mature – James Sullivan
- Walter Pidgeon – Frederick Kellerman
- David Brian – Alfred Harper
- Donna Corcoran – Annette Kellerman w wieku 10 lat
- Jesse White – Doc Cronnol
- Maria Tallchief – Pavlova
- Howard Freeman – Aldrich
- Charles Watts – policjant
- Wilton Graff – Garvey
- Frank Ferguson – prokurator
- James Bell – sędzia
- James Flavin – konduktor
- Willis Bouchey – reżyser

## Nagrody i nominacje
25. ceremonia wręczenia Oscarów
- Najlepsze zdjęcia – film kolorowy – George J. Folsey (nominacja)